# Континентал-Ерлайнс-арена
 «Континентал-Ерлайнс-арена»  (англ. Continental Airlines Arena) — спортивний комплекс у Іст-Резерфорд, Нью-Джерсі (США), відкритий у 1981 році. Місце проведення міжнародних змагань з кількох видів спорту і домашня арена для команди Нью-Джерсі Нетс, Національна баскетбольна асоціація.
Спортивна споруда мала декілька імен:
- Брендан-Берн-арена (англ. Brendan Byrne Arena), 1981–1996
- Континентал-Ерлайнс-арена (англ. Continental Airlines Arena), 1996–2007
- Айзод-центр (англ. Izod Center), 31ого Жовтня 2007

## місткість
• Хокей із шайбою 19 090
• Національна баскетбольна асоціація Баскетбол 20 049